# Tershawn Wharton
Tershawn Wharton (St. Louis, 25 luglio 1998) è un giocatore di football americano statunitense che milita nel ruolo di defensive tackle per i Kansas City Chiefs della National Football League (NFL).

## Carriera

### Kansas City Chiefs
Wharton firmò con i Kansas City Chiefs dopo non essere stato scelto nel Draft il 27 aprile 2020. Alla fine del training camp estivo riuscì a entrare nei 53 uomini del roster per l'inizio della stagione regolare. Debuttò nella NFL nel primo turno il 10 settembre 2020 contro gli Houston Texans, mettendo a segno 2 tackle nella vittoria per 34–20. Nella settimana 8 contro i New York Jets fece registrare il suo primo sack nella vittoria per 35–9. La sua stagione da rookie si chiuse con 27 placcaggi, 2 sack, un fumble forzato e uno recuperato. Nella successiva disputò tutte le 17 partite, con 29 tackle, 2 sack e un intercetto.
Nella settimana 5 della stagione 2022 Wharton si ruppe il legamento crociato anteriore. Fu inserito in lista infortunati il 15 ottobre 2022.

## Palmarès
- Super Bowl : 2

Kansas City Chiefs: LVII, LVIII
- American Football Conference Championship: 3

Kansas City Chiefs: 2020, 2022, 2023